# Jingyang
Jingyang léase Ching-Yang (en chino simplificado, 旌阳区; pinyin, Jīngyáng qū) es un distrito urbano bajo la administración directa de la ciudad-prefectura de Deyang. Se ubica en la provincia de Sichuan, centro-sur de la República Popular China. Su área es de 684 km² y su población total para 2010 fue más de 700 mil habitantes.

## Administración
El distrito de Jingyang se divide en 17 pueblos que se administran en 5 subdistritos 11 poblados y 1 villa.